# Joe Lee (squash)
Pour les articles homonymes, voir Lee.
Joe Lee, né le 6 octobre 1989 à Londres, est un joueur anglais de squash. Il atteint, en mai 2014, la 29e place mondiale sur le circuit international, son meilleur classement.
Son père Danny Lee ainsi que son frère Charlie Lee sont également joueurs de squash.

## Palmarès

### Finales
- Championnats britanniques : 2017